# Castel Braunsberg
Castel Braunsberg (o anche Castel Montebruno; in tedesco Schloss Braunsberg) è un castello medievale che si trova vicino a Lana (Italia) in Alto Adige, lungo la strada per la Val d'Ultimo.

## Storia
Le prime notizie del castello risalgono al 1231 quando era di proprietà di Ulrich von Braunsberg. Attorno al 1300 appare nei documenti Isolde von Braunsberg (domina Ysalda de Prounsperg), moglie di Hugo I von Niedertor e, dopo la sua morte, di Konrad Maiser. Nel 1361 i Braunsberg si estinsero e il castello diventò proprietà dei sovrani del Tirolo.
Nel 1492 i conti Trapp acquistarono dall'imperatore Massimiliano I d'Asburgo il feudo di castel Braunsberg e i relativi diritti di amministrazione della giustizia in Val d'Ultimo. Il maniero rimase nella disponibilità dei Trapp fino al 1969 quando passò per questioni ereditarie ai conti Strachwitz.
Nel 1510 parte del castello e il mastio franarono nel sottostante rio Valsura (Falschauer).

## Struttura
Nel castello sono conservate una stube con tetto a travi del XIV secolo e una cappella con dipinti del XVII secolo, coro poligonale e campanile a gradoni.
Il castello è privato e non visitabile.